# Robert II (évêque de Ross)
Pour les articles homonymes, voir Robert II.
Robert II est un prélat écossais mort vers 1271. Il est évêque de Ross de 1249 à sa mort.